# ISS-Expedition 69
ISS-Expedition 69 ist die Missionsbezeichnung für die 69. Langzeitbesatzung der Internationalen Raumstation (ISS). Die Mission begann am 28. März 2023 mit dem Abkoppeln des Raumschiffs Sojus MS-22 von der ISS und endete mit dem Abkoppeln von Sojus MS-23 am 27. September 2023.

## Besatzung
Ankunft mit Sojus MS-22 am 21. September 2022, Rückkehr zur Erde mit Sojus MS-23 am 27. September 2023:
- Sergei Prokopjew, ISS-Kommandant (2. Raumflug, Russland/Roskosmos)
- Dmitri Petelin, Bordingenieur (1. Raumflug, Russland/Roskosmos)
- Francisco Rubio, Bordingenieur (1. Raumflug, USA/NASA)

Ankunft mit SpaceX Crew-6 am 2. März 2023, Rückkehr zur Erde mit derselben beim Hinflug genutzten Raumfähre Crew Dragon C206 „Endeavour“ am 3. September 2023:
- Stephen Bowen, Bordingenieur (4. Raumflug, USA/NASA)
- Warren Hoburg, Bordingenieur (1. Raumflug, USA/NASA)
- Sultan al-Nejadi, Bordingenieur (1. Raumflug, UAE/MBRSC)
- Andrej Fedjajew, Bordingenieur (1. Raumflug, Russland/Roskosmos)

Ankunft mit SpaceX Crew-7 für ISS-Expedition 70 am 17. August 2023, Rückkehr zur Erde geplant für März 2024:
- Jasmin Moghbeli, Kommandantin der Raumfähre (1. Raumflug, USA/NASA)
- Andreas Mogensen, Pilot der Raumfähre (2. Raumflug, Dänemark/ESA)[3]
- Satoshi Furukawa, Missionsspezialist (2. Raumflug, Japan/JAXA)[4]
- Konstantin Borissow, Missionsspezialist (1. Raumflug, Russland/Roskosmos)[5]

Ankunft mit Sojus MS-24 am 15. September 2023, Rückkehr im März 2024 vorgesehen:
- Oleg Kononenko, Missionsspezialist (5. Raumflug, Russland/Roskosmos)
- Nikolai Alexandrowitsch Tschub, Missionsspezialist (1. Raumflug, Russland/Roskosmos)
- Loral O’Hara, Missionsspezialistin (1. Raumflug, USA/NASA)

## Missionsbeschreibung

### Mannschaftsänderung
Die Mannschaft von Sojus MS-22 musste ihren Einsatz auf der ISS verlängern, nachdem ihr Raumschiff im Rahmen der ISS-Expedition 68 einen technischen Defekt erlitt.

### Umparkmanöver

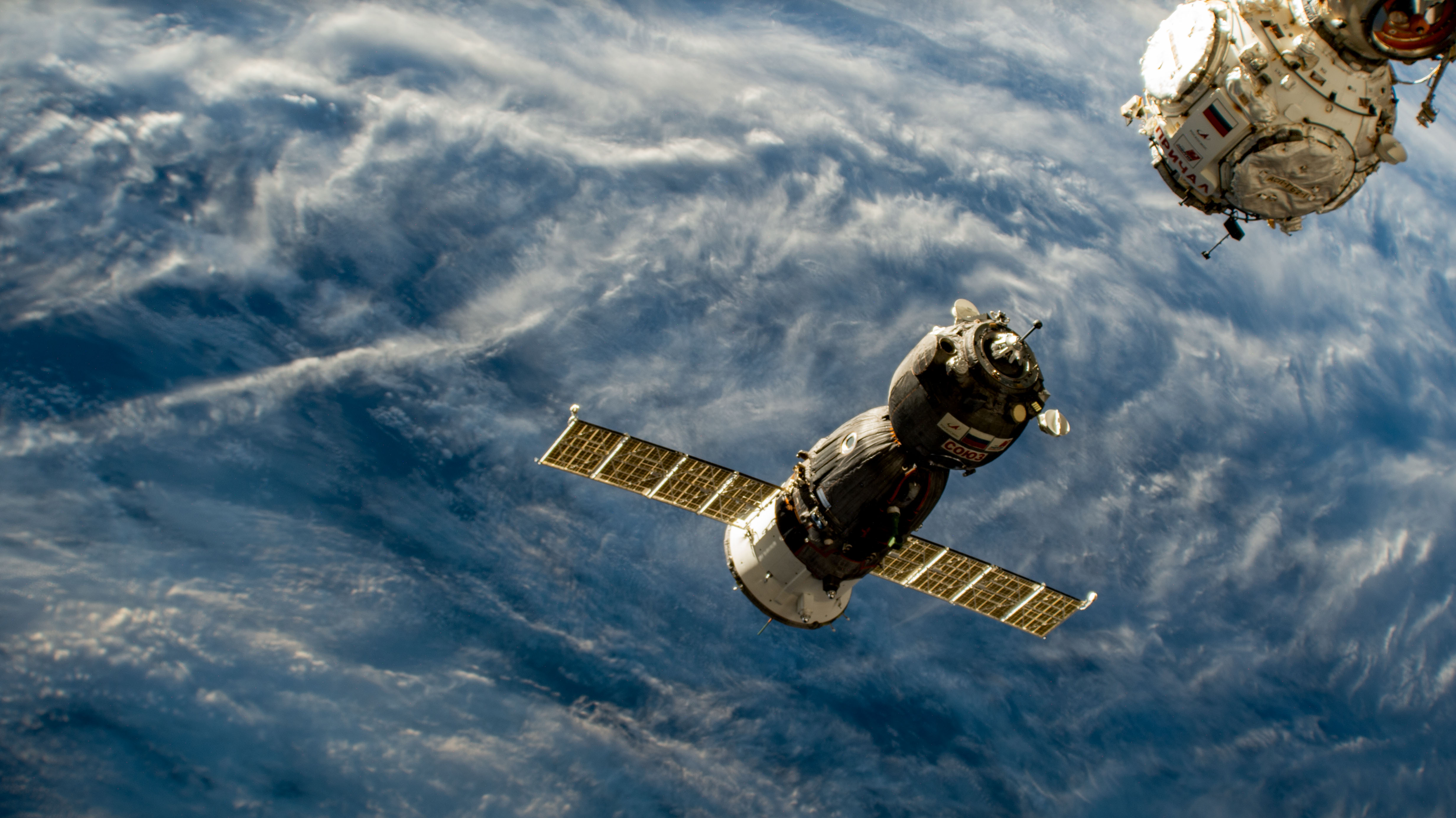
Sojus MS-23 nähert sich Pritschal

Am 6. April verlegten Sergei Prokopjew, Dmitri Petelin und Francisco Rubio ihr Raumschiff Sojus MS-23 vom Poisk-Modul zum Modul Pritschal. Das Verlegen wurde durchgeführt, um die Sicherheit von Außenbordeinsätzen im Rahmen des russischen Programms vom Poisk-Modul aus zu gewährleisten.
Am 6. Mai wurde das Dragon-Raumschiff der SpaceX Crew-6-Mission von Stephen Bowen, Warren Hoburg, Sultan al-Nejadi und Andrej Fedjajew vom IDA-3 zum IDA-2-Dockingadapter verlegt.

### Frachterverkehr
Am 15. April koppelte das Raumschiff Dragon CRS-27 vom zenith port des Moduls Harmony ab und wasserte 5 Stunden später im Golf von Mexiko.

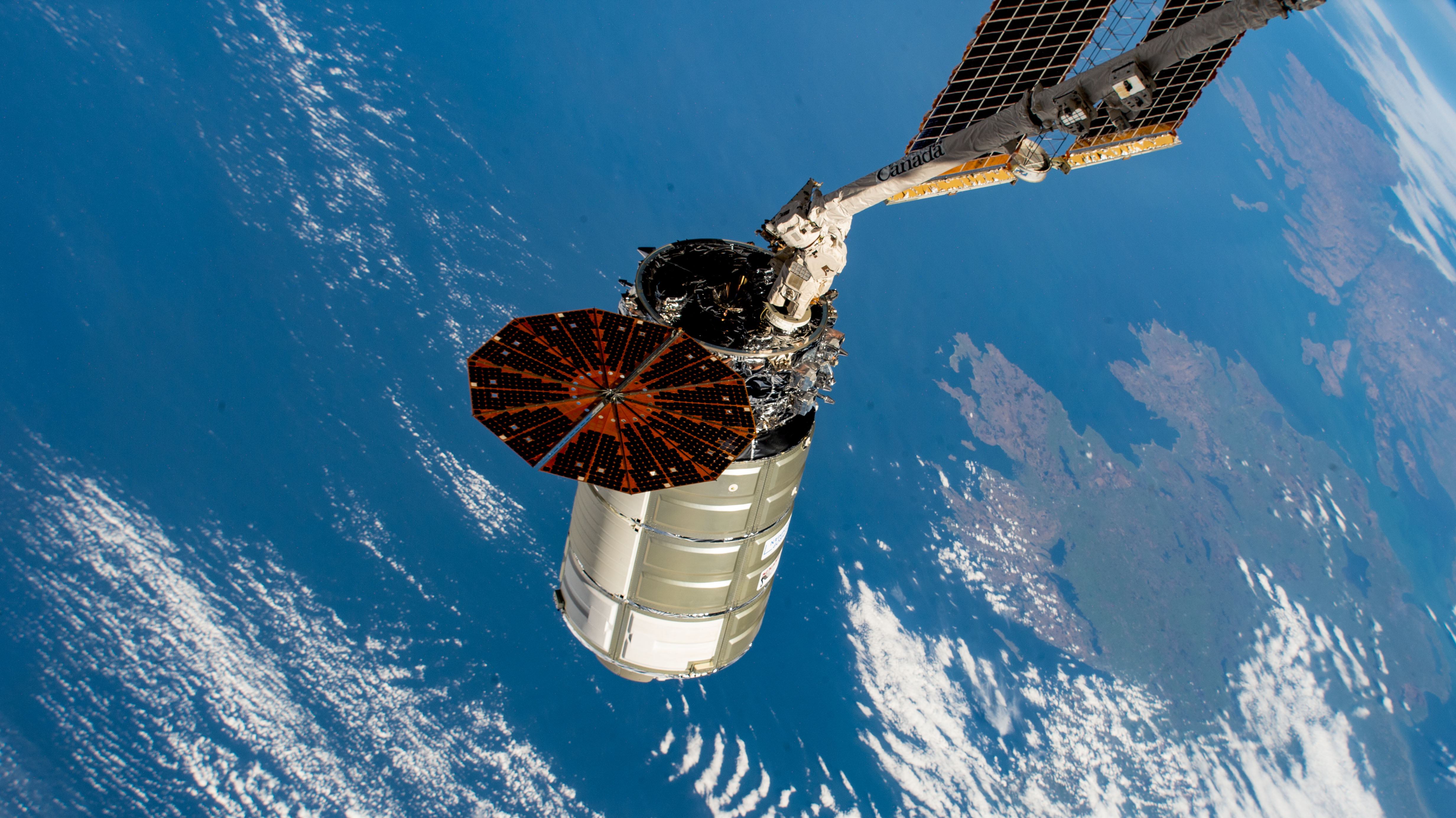
Cygnus NG-18 kurz vor dem Abflug

Am 21. April wurde der Cygnus NG-18 Transporter unter Aufsicht von al-Nejadi vom Andockknoten des Moduls Unity abgekoppelt. Knapp 16 Stunden später verglühte das Raumschiff beim Wiedereintritt in die Erdatmosphäre.
Am 23. Mai um 16:19 UTC koppelte Progress MS-23 an das Poisk-Modul an. Der Frachter soll sechs Monate mit der ISS verbunden bleiben, ehe er mit Abfall beladen abgekoppelt und über den Südpazifik zum Verglühen gebracht wird.

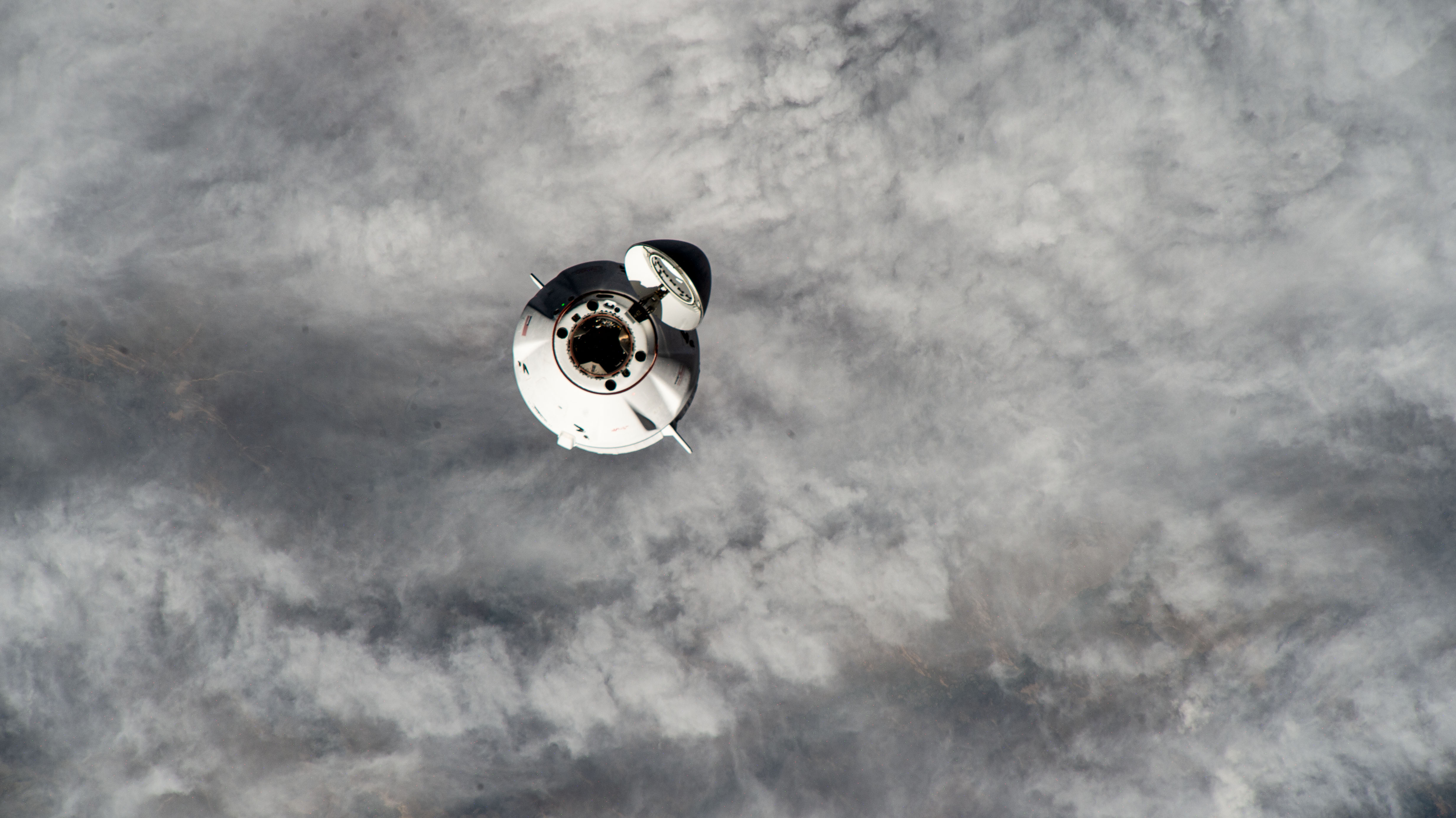
Dragon CRS-28 beim Anflug

Am 6. Juni um 09:54 UTC erreichte das Raumschiff Dragon CRS-28 die Station. Der Transporter koppelte automatisch am zenith port des Harmony-Moduls an. Unter anderem lieferte die Dragon-Kapsel ein weiteres Paar an IROSA (ISS Rollout Solar Array) Geräten.
Am 29. Juni um 16:30 UTC koppelte das Raumschiff Dragon CRS-28 vom Harmony-Modul ab und wasserte 22 Stunden später vor der Küste Floridas.
Am 4. August erreichte der Cygnus NG-19 Transporter die Station. Das Raumschiff wurde von Hoburg und Rubio mithilfe des Canadarm2-Roboterarms der Station eingefangen. Nach dem Einfangen sendete die Missionskontrolle in Houston Kommandos für den Greifarm der Station, um Cygnus zu drehen und zum Andockknoten des Moduls Unity zu führen. Das Ankoppeln erfolgte um 09:52 UTC.
Am 20. August um 23:50 UTC koppelte Progress MS-22 vom Swesda-Modul ab, trat wenige Stunden später in die Erdatmosphäre ein und verglühte über dem Südpazifik.
Am 25. August um 03:45 UTC koppelte Progress MS-24 am Swesda-Modul an.

### Außenbordarbeiten

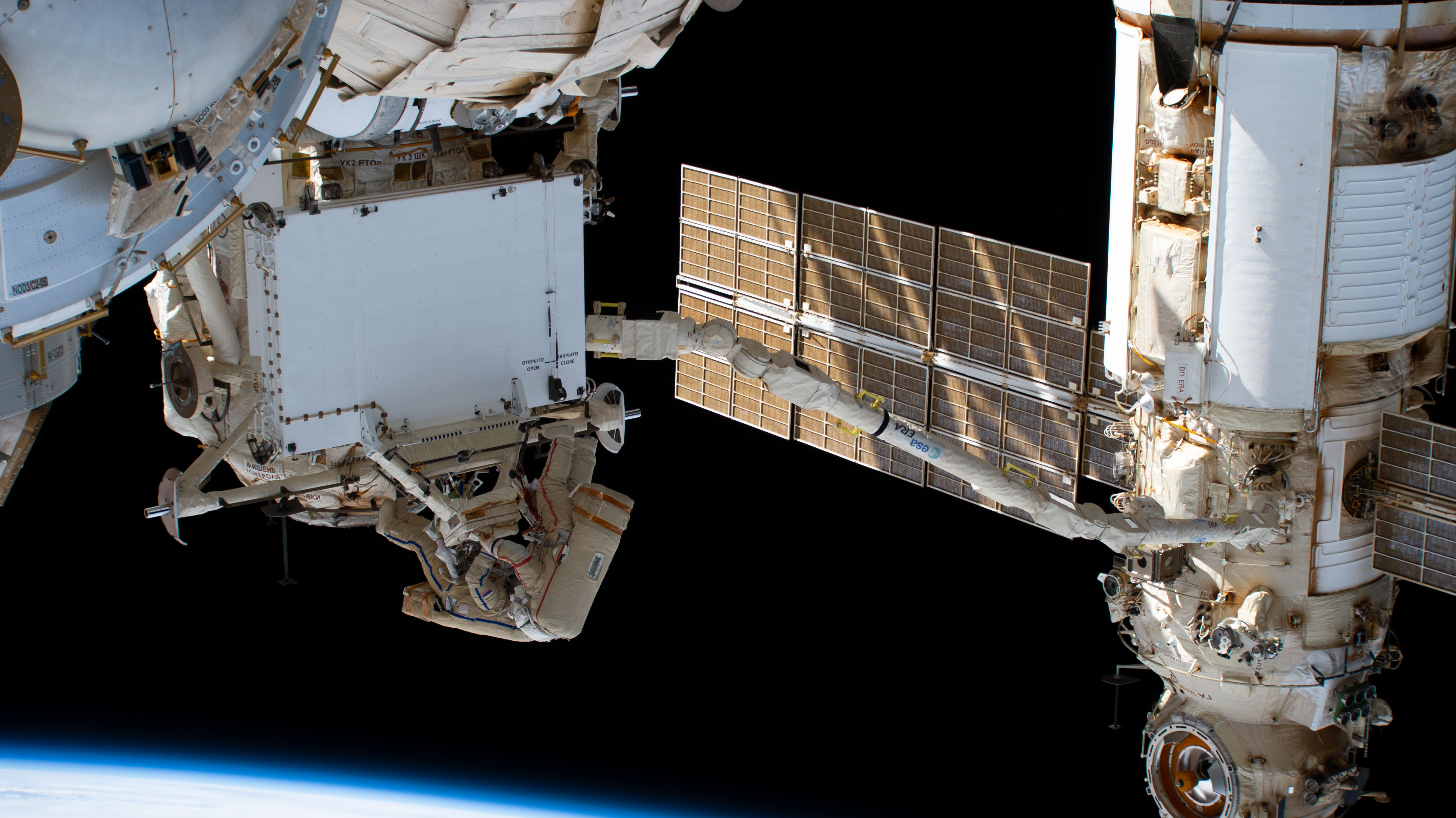
Sergei Prokopjew und Dmitri Petelin beim ersten Außeneinsatz

Am 19. April verließen Sergei Prokopjew und Dmitri Petelin die Raumstation durch die Luftschleuse des Moduls Poisk. Die Hauptaufgabe bestand darin, mithilfe des europäischen Greifarms ERA einen Kühler vom Rasswet-Modul zum Nauka-Mehrzwecklabormodul zu verlegen.

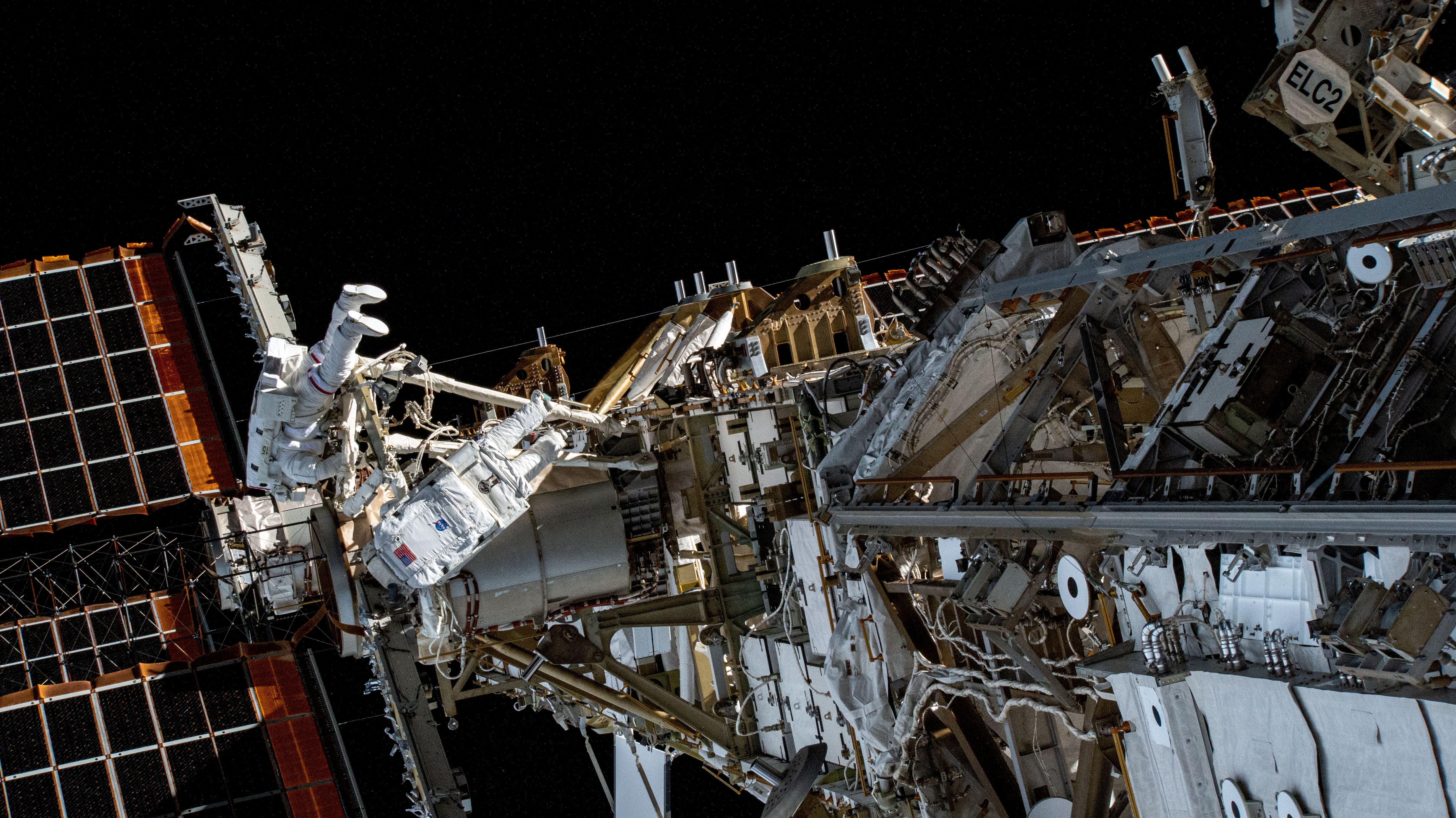
Stephen Bowen und Sultan al-Nejadi beim zweiten Außeneinsatz

Am 28. April verließen Stephen Bowen und Sultan al-Nejadi die Station um ein Kabel für die IROSA (ISS Rollout Solar Array) Geräte der 1A- und 1B-Stromkanäle zu verlegen. Sie waren nicht in der Lage, eine Elektronikbox zu lösen, die sich auf dem Träger befand und mit einer degradierten S-Band-Kommunikationsantenne verbunden war. Die Entfernung der Antenne wurde vor der geplanten Rückkehr zur Erde auf einen zukünftigen Außenbordeinsatz verschoben.
Am 3. Mai verließen Prokopjew und Petelin die Station erneut. Die Kosmonauten entfernten eine Experimentierschleuse aus dem Rasswet-Modul und schlossen sie an das Nauka-Labor an. Um die Strom- und Datenverbindungen zwischen Nauka und der neu installierten Luftschleuse herzustellen, mussten sie sechs Kabel verlegen mit einem Stecker auf jeder Seite. Einige Kappen der Steckverbinder wurden unerwarteterweise mit Klebeband festgehalten, sodass die Kosmonauten den Klebstoff vorsichtig mit einem Messer abschneiden mussten.
Am 12. Mai installierten Prokopjew und Petelin im Rahmen des vierten Außeneinsatzes einen Kühler auf dem Nauka-Modul.
Am 9. Juni installierten Stephen Bowen und Warren Hoburg ein IROSA (ISS Rollout Solar Array) Gerät auf dem 1A-Stromkanal am Steuerbord-Träger der Station.
Ein weiteres IROSA Gerät wurde von Bowen und Hoburg am 15. Juni auf dem 1B-Stromkanal am Steuerbord-Träger installiert.
Prokopjew und Petelin bergten am 22. Juni Experiment-Pakete, installierten Kommunikationsausrüstung auf den Modulen Swesda und Poisk und fertigten Fotos der Außenhülle von Swesda an.
Am 9. August führten Prokopjew und Petelin einen weiteren Außeneinsatz durch. Sie testeten den ERA-Greifarm und installierten auch drei Mikrometeoritenschutzschilde am Rasswet-Modul.